# Veade, Gagos e Molares
Veade, Gagos e Molares (llamada oficialmente União das Freguesias de Veade, Gagos e Molares) es una freguesia portuguesa del municipio de Celorico de Basto, distrito de Braga.

## Historia
Fue creada el 28 de enero de 2013 en aplicación de una resolución de la Asamblea de la República de Portugal promulgada el 16 de enero de 2013 con la unión de las freguesias de Gagos, Molares y Veade, pasando su sede a estar situada en la antigua freguesia de Veade.

## Demografía
| Gráfica de evolución demográfica de Veade, Gagos e Molares entre 2011 y 2021 |
|                                                                              |
| Datos según el nomenclátor publicado por el INE portugués.                   |